# Лауреаты Премии Правительства Российской Федерации в области науки и техники (1995)
Лауреаты Премии Правительства Российской Федерации в области науки и техники 1995 года — перечень награждённых государственной наградой Российской Федерации, присужденной в 1995 году за достижения в науке и технике.
Постановлением Правительства Российской Федерации от 10 июля 1995 года № 696 максимальный размер премий Правительства Российской Федерации в области науки и техники с 1995 года установлен в сумме 2250-кратного минимального размера оплаты труда каждая. Размер премии, выплачиваемой каждому лауреату, не мог превышать 150-кратный минимальный размер оплаты труда. Число награждаемых по каждой работе не должно было превышать 15 человек. Денежная часть премий распределялась между ними в равных долях.
Лауреаты определены Постановлением Правительства РФ от 16 января 1996 г. № 45 по предложению Совета по присуждению премий Правительства Российской Федерации в области науки и техники.

## Легенда
Приводятся данные по премированной работе; фамилии лауреатов, их должность и место работы; номер абзаца в Постановлении

## Лауреаты
| номер | Лауреаты | Премированная работа |
| ----- | --- | --- |
| 1.    | Ефименко Анатолию Николаевичу, кандидату технических наук, заведующему сектором акционерного общества «Сибирский теплотехнический научно-исследовательский институт ВТИ», Пронину Михаилу Степановичу, кандидату технических наук, генеральному директору, Процайло Михаилу Яковлевичу, доктору технических наук, бывшему директору, Цедрову Борису Владимировичу, заместителю директора, — работникам того же акционерного общества; Дику Эдуарду Петровичу, кандидату технических наук, заведующему сектором Всероссийского теплотехнического научно — исследовательского института Российского акционерного общества «ЕЭС России»; Иванникову Владимиру Михайловичу, кандидату технических наук, генеральному директору акционерного общества «Красноярскэнерго», Шлегелю Александру Эдуардовичу, директору Красноярской ТЭЦ-2 того же акционерного общества; Клепикову Николаю Степановичу, старшему научному сотруднику акционерного общества «Научно-производственное объединение по исследованию и проектированию энергетического оборудования имени И. И. Ползунова»; Окерблому Юрию Ивановичу, бывшему начальнику конструкторского бюро акционерного общества «Подольский машиностроительный завод», Сотникову Ивану Алексеевичу, главному специалисту того же акционерного общества; Петерсу Виктору Фридриховичу, начальнику котлотурбинного цеха акционерного общества «Березовская ГРЭС-1», Харламову Вадиму Анатольевичу, главному инженеру того же акционерного общества; Пилягину Владимиру Федоровичу, инженеру — конструктору акционерного общества «Сибэнергомаш», Серанту Феликсу Анатольевичу, кандидату технических наук, заместителю главного инженера того же акционерного общества; Маршаку Юрию Леонидовичу, доктору технических наук (посмертно) | за разработку и внедрение технологии низкотемпературного сжигания шлакующих канско-ачинских углей. |
| 2.    | Павловскому Олегу Петровичу, доктору технических наук, начальнику сектора нижегородского научно-исследовательского приборостроительного института «Кварц», руководителю работы, Зотову Юрию Федоровичу, начальнику сектора, Мокрову Виктору Сергеевичу, начальнику сектора, Орлову Алексею Александровичу, ведущему инженеру, Шаповалову Юрию Ивановичу, начальнику сектора, — работникам того же института | за создание синтезаторов частот миллиметрового диапазона. |
| 3.    | Иванову Юрию Петровичу, кандидату технических наук, начальнику отделения государственного предприятия «Дальняя связь», руководителю работы, Вашневу Владимиру Павловичу, первому заместителю генерального директора, Гаазе Виктору Борисовичу, начальнику лаборатории, Денисову Глебу Александровичу, начальнику отделения, Катричу Виктору Борисовичу, ведущему инженеру, Левину Леониду Семеновичу, доктору технических наук, начальнику лаборатории, Офицерову Вячеславу Георгиевичу, начальнику сектора, Трофимову Николаю Федоровичу, кандидату технических наук, начальнику сектора, — работникам того же предприятия; Завалину Юрию Викторовичу, руководителю отделения научно-исследовательского института микроэлектронной аппаратуры «Прогресс», Иванову Александру Николаевичу, руководителю лаборатории, Курганову Александру Николаевичу, кандидату технических наук, руководителю лаборатории, Малышеву Игорю Васильевичу, кандидату технических наук, заместителю директора, Немудрову Владимиру Георгиевичу, доктору технических наук, директору, Рудакову Григорию Владимировичу, ведущему инженеру — конструктору, — работникам того же института; Хохлову Виталию Ивановичу, кандидату технических наук, президенту акционерного общества «Телеком» | за разработку нового поколения комплекса аппаратуры цифровых систем передачи на высокоинтегрированной элементной базе для местных, внутризоновых и магистральных сетей связи. |
| 4.    | Ильинскому Николаю Ивановичу, кандидату технических наук, доценту кафедры Московского государственного инженерно-физического института (технического университета), руководителю работы, Волконовскому Максиму Николаевичу, стажеру — исследователю, Оныкию Борису Николаевичу, доктору технических наук, заведующему кафедрой, — работникам того же института; Гончарову Сергею Николаевичу, главному конструктору войсковой части 93299 Министерства обороны Российской Федерации, Штепе Юрию Борисовичу, инженеру — конструктору той же войсковой части; Крылову Михаилу Николаевичу, ведущему программисту производственной фирмы «ЛОГОС», Образцову Святославу Леонидовичу, программисту той же фирмы | за разработку программно-аппаратного технологического комплекса для создания компьютерных огневых тренажеров нового поколения. |
| 5.    | Адушкину Виталию Васильевичу, доктору физико-математических наук, директору Института динамики геосфер Российской академии наук, Пернику Леониду Моисеевичу, кандидату технических наук, старшему научному сотруднику, Родионову Владимиру Николаевичу, доктору физико-математических наук, главному научному сотруднику, — работникам того же института; Садовскому Михаилу Александровичу, академику Российской академии наук (посмертно); Барону Всеволоду Лазаревичу, доктору технических наук, начальнику лаборатории государственного предприятия «Союзвзрывпром», Щеткину Вячеславу Васильевичу, первому заместителю директора того же предприятия; Барташевичу Эдуарду Александровичу, начальнику Ульяновского участка акционерного общества «Волговзрывпром», Мойжесу Юрию Ароновичу, генеральному директору того же акционерного общества; Бочарову Анатолию Митрофановичу, директору товарищества с ограниченной ответственностью «Спецстрой»; Вязовскому Игорю Ивановичу, генеральному директору ассоциации «Союзвзрывпром», Кантору Вениамину Хаймовичу, заместителю генерального директора той же ассоциации; Гореликову Владимиру Николаевичу, начальнику отдела государственного предприятия «Ленвзрывпром», Нечаеву Константину Николаевичу, директору того же предприятия; Ильину Адольфу Михайловичу, кандидату технических наук, начальнику управления Федерального горного и промышленного надзора России | за разработку и внедрение технологии использования массовых взрывов для возведения горно-капитальных выработок и профильных сооружений. |
| 6.    | Коваленко Виктору Андреевичу, кандидату технических наук, генеральному директору акционерного общества «Сибруда», руководителю работы, Карапетяну Юрию Мелексетовичу, заместителю технического директора, Никитину Виктору Никитовичу, техническому директору, — работникам того же акционерного общества; Бронникову Дмитрию Михайловичу, члену — корреспонденту Российской академии наук, советнику Российской академии наук; Еременко Андрею Андреевичу, доктору технических наук, ведущему научному сотруднику Института горного дела Сибирского отделения Российской академии наук; Закалинскому Владимиру Матвеевичу, кандидату технических наук, ведущему научному сотруднику Института комплексного освоения недр Российской академии наук; Кирпиченко Валерию Митрофановичу, кандидату технических наук, заместителю начальника отдела акционерного общества «Рудпром»; Кутузову Борису Николаевичу, доктору технических наук Московского государственного горного университета; Мозолеву Александру Васильевичу, кандидату технических наук, заместителю генерального директора акционерного общества «Восточный научно-исследовательский горнорудный институт», Покровскому Борису Васильевичу, кандидату технических наук, ведущему научному сотруднику того же акционерного общества; Машукову Владимиру Ивановичу, кандидату технических наук (посмертно) | за разработку и внедрение технологии взрывной отбойки руды пучковыми зарядами при подземной добыче. |
| 7.    | Фишеру Гарри Генриховичу, директору внутризаводского предприятия акционерной компании «Туламашзавод», руководителю работы, Бограду Александру Абрамовичу, коммерческому директору, Дегтеринскому Владимиру Александровичу, начальнику конструкторского отдела, Делягину Владимиру Алексеевичу, заместителю директора арендного предприятия инструмента и технологической оснастки, Кийко Николаю Константиновичу, начальнику цеха, Кулакову Владимиру Сергеевичу, заместителю начальника цеха, Моксякову Анатолию Александровичу, бригадиру слесарей — сборщиков, Токареву Александру Михайловичу, начальнику технологического отдела, Хорошеву Игорю Николаевичу, заместителю директора по реконструкции, Шувалову Геннадию Васильевичу, заместителю начальника конструкторского отдела, — работникам той же акционерной компании; Исачкину Валентину Васильевичу, кандидату технических наук, главному конструктору проекта акционерного общества "Проектно-конструкторский и экспериментальный институт угольного машиностроения «Гипроуглемаш», Старичневу Владимиру Викторовичу, кандидату технических наук, генеральному директору, Чуденкову Вячеславу Ивановичу, заведующему отделом, — работникам того же акционерного общества; Лактионову Ивану Евтеевичу, консультанту совета директоров акционерного общества «Малаховский экспериментальный завод»; Шальнову Николаю Алексеевичу, начальнику управления государственного предприятия — Российской угольной компании (компании «Росуголь») | за создание высокопроизводительного очистного угольного комбайна K85 для пластов мощностью 0,85 — 1,8 м и организацию его серийного производства. |
| 8.    | Васильеву Юрию Николаевичу, доктору технических наук, директору отделения Всероссийского научно-исследовательского института природных газов и газовых технологий, руководителю работы, Босняцкому Георгию Петровичу, Засецкому Владимиру Георгиевичу, кандидатам технических наук, начальникам лабораторий того же института; Динкову Василию Александровичу, руководителю московского представительства секретариата Межправительственного совета по нефти и газу; Козобкову Анатолию Андреевичу, Писаревскому Виктору Мееровичу, докторам технических наук, профессорам кафедр Государственной академии нефти и газа имени И. М. Губкина; Хачатуряну Сергею Арамовичу, доктору технических наук, профессору кафедры Московского государственного открытого университета | за разработку и внедрение научных основ и новых технологий повышения надежности, экономичности и безопасности нагнетательных установок на компрессорных станциях газовой и нефтяной промышленности и станциях обеспечения транспорта газовым моторным топливом.                                             |
| 9.    | Иванову Михаилу Владимировичу, академику, директору Института микробиологии Российской академии наук, руководителю работы, Беляеву Сергею Семеновичу, доктору биологических наук, заместителю директора, Борзенкову Игорю Анатольевичу, кандидату геолого-минералогических наук, старшему научному сотруднику, Милехиной Евгении Ивановне, кандидату биологических наук, научному сотруднику, Назиной Тамаре Николаевне, кандидату биологических наук, старшему научному сотруднику, Розановой Елене Петровне, доктору биологических наук, ведущему научному сотруднику, — работникам того же института; Вышенскому Михаилу Васильевичу, заместителю главного инженера акционерного общества «Татнефть», Муслимову Ренату Халиулловичу, доктору геолого-минералогических наук, заместителю генерального директора, Хусаиновой Асие Акрамовне, ведущему инженеру, — работникам того же акционерного общества; Глумову Ивану Фокановичу, кандидату технических наук, ведущему научному сотруднику Татарского научно-исследовательского и проектного института нефтяной промышленности, Ибатуллину Равилю Рустамовичу, кандидату технических наук, заведующему лабораторией того же института; Горюнову Владимиру Александровичу, главному геологу нефтегазодобывающего управления «Азнакаевскнефть»; Розенбергу Максиму Давидовичу, доктору технических наук, главному научному сотруднику Всероссийского нефтегазового научно — исследовательского института имени академика А. П. Крылова; Сургучеву Михаилу Леонтьевичу, члену — корреспонденту Российской академии наук (посмертно); Уварову Геннадию Николаевичу, начальнику Приволжского округа Федерального горного и промышленного надзора России | за разработку и широкое промышленное внедрение биотехнологических методов увеличения нефтеотдачи пластов путем регуляции микробиологической деятельности на поздней стадии разработки нефтяных месторождений.                                                                                               |
| 10.   | Алехину Ивану Николаевичу, начальнику цеха Воронежского механического завода, Бондарю Александру Викторовичу, главному инженеру, Лапшину Анатолию Михайловичу, кандидату технических наук, заместителю генерального директора, Нечитайлову Геннадию Иосифовичу, кандидату технических наук, главному металлургу, Ролину Владимиру Ивановичу, заместителю начальника отдела, Часовских Анатолию Ильичу, генеральному директору, — работникам того же завода; Антонову Владимиру Георгиевичу, кандидату технических наук, заведующему лабораторией Всероссийского научно — исследовательского института природных газов и газовых технологий; Буйновскому Антону Петровичу, ведущему инженеру государственного предприятия "НПО «Техномаш»; Васяеву Геннадию Михайловичу, заведующему сектором Российского акционерного общества «Газпром», Короткову Валерию Петровичу, главному технологу, Ремизову Валерию Владимировичу, кандидату технических наук, заместителю председателя правления, Седых Александру Дмитриевичу, кандидату технических наук, начальнику управления, — работникам того же акционерного общества; Гафарову Наилю Анатольевичу, главному инженеру предприятия «Оренбурггазпром»; Гераськину Владимиру Ивановичу, техническому директору предприятия «Астраханьгазпром»; Губяку Владимиру Емельяновичу, главному инженеру предприятия «Ямбурггаздобыча» | за разработку и серийное освоение фонтанного оборудования нового поколения на газовых и нефтяных месторождениях. |
| 11.   | Щербе Валерию Николаевичу, доктору технических наук, профессору кафедры Московского государственного института стали и сплавов (технологического университета), руководителю работы, Данилину Владимиру Николаевичу, кандидату технических наук, доценту кафедры, Зеловой Людмиле Васильевне, ведущему инженеру, — работникам того же института; Алферову Владимиру Николаевичу, главному технологу акционерного общества «Красноярский металлургический завод», Киселеву Леониду Андреевичу, начальнику цеха, Разумкину Владимиру Сергеевичу, исполнительному директору, Свинареву Александру Кузьмичу, главному механику, Спичаку Михаилу Григорьевичу, главному инженеру, Шиврину Алексею Геннадьевичу, Янисову Николаю Алексеевичу, начальникам бюро, — работникам того же акционерного общества; Бережному Вадиму Леонидовичу, доктору технических наук, главному научному сотруднику акционерного общества «Всероссийский институт легких сплавов»; Власову Владимиру Павловичу, начальнику бюро производственного объединения «Коломенский завод тяжелого станкостроения»; Татарникову Герману Владимировичу, бывшему начальнику отдела акционерного общества «Ступинский металлургический завод» | за разработку, создание и внедрение новых, не имеющих аналогов в мировой практике ресурсосберегающих технологических процессов прессования с активным действием сил трения для производства высококачественных профилей, труб и других изделий из труднодеформируемых легких сплавов с заданной структурой. |
| 12.   | Анциферову Владимиру Никитовичу, члену — корреспонденту Российской академии наук, заведующему кафедрой Пермского государственного технического университета, Буланову Владимиру Яковлевичу, доктору технических наук, заведующему лабораторией Института металлургии Уральского отделения Российской академии наук, руководителям работы; Беляеву Евгению Фроловичу, доктору технических наук, профессору кафедры Пермского государственного технического университета, Вакутину Альберту Петровичу, кандидату технических наук, доценту кафедры, Шулакову Николаю Васильевичу, доктору технических наук, заведующему кафедрой, Юрину Анатолию Семеновичу, кандидату технических наук, доценту кафедры, — работникам того же университета; Залазинскому Георгию Георгиевичу, Савинцеву Петру Петровичу, кандидатам химических наук, старшим научным сотрудникам Института металлургии Уральского отделения Российской академии наук, Щенниковой Татьяне Леонидовне, кандидату технических наук, старшему научному сотруднику того же института; Киселеву Сергею Петровичу, главному инженеру производственного металлургического объединения «Уралчермет»; Масленникову Николаю Николаевичу, кандидату технических наук, заместителю директора Республиканского инженерно-технического центра порошковой металлургии, Онищаку Владимиру Степановичу, кандидату технических наук, заместителю директора, Шацову Александру Ароновичу, кандидату технических наук, заведующему лабораторией, — работникам того же центра; Полякову Сергею Сергеевичу, заместителю директора Нытвенского металлургического завода акционерного общества «Нытва»; Свеклову Александру Яковлевичу, главному инженеру Пермского электротехнического завода акционерного общества «Эвестур» | за разработку технологии и создание в уральском регионе промышленной базы порошковой металлургии железа. |
| 13.   | Варюшенкову Анатолию Михайловичу, кандидату технических наук, заведующему лабораторией акционерного общества «Всероссийский алюминиево-магниевый институт»; Веселкову Вячеславу Васильевичу, генеральному директору акционерного общества «Сибирский научно-исследовательский, конструкторский и проектный институт алюминиевой и электродной промышленности», Чалых Виктору Ильичу, кандидату технических наук, главному специалисту того же акционерного общества; Водопьянову Адриану Георгиевичу, доктору технических наук, ведущему научному сотруднику Института металлургии Уральского отделения Российской академии наук, Воробьеву Виктору Петровичу, доктору технических наук, ведущему научному сотруднику, Кожевникову Георгию Николаевичу, доктору технических наук, заведующему лабораторией, — работникам того же института; Гринбергу Игорю Самсоновичу, генеральному директору акционерного общества «Иркутский алюминиевый завод», Щапову Евгению Николаевичу, начальнику цеха того же акционерного общества; Елкину Константину Сергеевичу, кандидату технических наук, директору производства кремния акционерного общества «Братский алюминиевый завод», Кравченко Валентину Ивановичу, техническому директору, Паку Реве Васильевичу, исполнительному директору, — работникам того же акционерного общества; Зельбергу Борису Ильичу, доктору технических наук, заведующему кафедрой Иркутского государственного технического университета, Леонову Сергею Борисовичу, члену — корреспонденту Российской академии наук, ректору, Черных Александру Евгеньевичу, кандидату технических наук, доценту кафедры, — работникам того же университета; Таусону Владимиру Львовичу, доктору химических наук, заведующему лабораторией Института геохимии имени А. П. Виноградова Сибирского отделения Российской академии наук | за разработку теоретических аспектов и технологии выплавки кремния. |
| 14.   | Гладкову Вадиму Исааковичу, кандидату технических наук, заместителю генерального директора акционерного общества «Научно — исследовательский институт технологии автомобильной промышленности», Гороховскому Александру Михайловичу, Фомичеву Леониду Филипповичу, главным конструкторам проекта, Трофилееву Евгению Никитовичу, Фингеру Михаилу Львовичу, кандидатам технических наук, ведущим научным сотрудникам, Якобсону Вячеславу Борисовичу, главному конструктору, — работникам того же акционерного общества; Жукову Евгению Семеновичу, ведущему конструктору акционерного московского общества «Завод имени И. А. Лихачева» (АМО «ЗИЛ»), Якухину Виктору Григорьевичу, кандидату технических наук, ведущему инженеру того же акционерного общества; Касперовичу Викентию Леонтьевичу, ведущему инженеру — конструктору товарищества с ограниченной ответственностью «ЭНИМС-РИТМ», Кустовскому Валентину Николаевичу, ведущему конструктору того же товарищества; Цибереву Евгению Петровичу, заместителю генерального директора акционерного общества «Горьковский автомобильный завод», Гридину Николаю Федоровичу, директору завода коробок скоростей, Беспалову Константину Васильевичу, бывшему начальнику отдела, Кринзберг Циле Захаровне, начальнику центральной заводской лаборатории, Хасину Якову Моисеевичу, бывшему начальнику бюро, — работникам того же акционерного общества | за создание и внедрение безотходных технологических процессов пластического деформирования и гаммы специального оборудования для формообразования зубчатых профилей, шлицев и резьбы. |
| 15.   | Бабурину Михаилу Ароновичу, начальнику лаборатории акционерного общества «Национальный институт авиационных технологий», руководителю работы, Белянину Петру Николаевичу, члену — корреспонденту Российской академии наук, советнику при дирекции, Липгарту Михаилу Вадимовичу, начальнику отдела, Сизовой Кларе Григорьевне, кандидату технических наук, бывшему старшему научному сотруднику, — работникам того же акционерного общества; Алексееву Александру Ивановичу, ведущему инженеру акционерного общества «Научно-исследовательский институт стали», Чухину Борису Дмитриевичу, кандидату технических наук, начальнику отдела того же акционерного общества; Ермакову Александру Алексеевичу, начальнику цеха Научно-производственного объединения машиностроения, Костину Александру Петровичу, начальнику бригады того же объединения; Иорданидзе Дмитрию Александровичу, главному технологу акционерного общества «Московский вертолетный завод имени М. Л. Миля»; Козловскому Николаю Ивановичу, оператору акционерного общества «Дубненский машиностроительный завод», Кучеренко Вадиму Степановичу, заместителю главного инженера, Павловой Лидии Михайловне, инженеру — технологу, — работникам того же акционерного общества; Миронову Юрию Константиновичу, начальнику отдела Научно-исследовательского института специальной техники, Химичеву Виктору Андреевичу, кандидату технических наук, начальнику института, Шорникову Владимиру Семеновичу, начальнику сектора, — работникам того же института | за исследование, разработку и освоение формообразования пластичным металлом листовых деталей сложных форм изделий авиакосмической, оборонной и другой техники. |
| 16.   | Баранову Сергею Петровичу, кандидату технических наук, начальнику лаборатории акционерного общества «Всероссийский научно-исследовательский институт транспортного машиностроения», Кузнецову Игорю Сергеевичу, начальнику отдела, Никитину Валентину Тихоновичу, доктору технических наук, начальнику отдела, Судакову Владимиру Ильичу, кандидату технических наук, ведущему научному сотруднику, — работникам того же акционерного общества; Гехту Льву Ионовичу, начальнику производства государственного объединения «Уральский завод транспортного машиностроения», Гилеву Вячеславу Андреевичу, главному сварщику, Паздникову Сергею Николаевичу, ведущему инженеру — технологу, Чернышову Александру Алексеевичу, начальнику отдела, — работникам того же объединения; Гневышеву Анатолию Николаевичу, заместителю начальника отдела Львовского ремонтно-механического завода (Украина); Давыденкову Николаю Семеновичу, начальнику отдела Уральского конструкторского бюро транспортного машиностроения, Тэну Юрию Владимировичу, заместителю начальника и главного конструктора того же бюро; Егошину Александру Ивановичу, главному технологу государственного производственного объединения «Уралвагонзавод» имени Ф. Э. Дзержинского, Клековкину Виктору Борисовичу, директору механосборочного производства, Полявину Виктору Ивановичу, заместителю главного инженера, — работникам того же объединения; Сакачу Владимиру Федоровичу, начальнику 140 ремонтного завода (Республика Белоруссия) | за научные и опытно-конструкторские разработки, производство машин гражданского назначения с использованием научно-технического задела конверсируемых предприятий. |
| 17.   | Шаргородскому Виктору Семеновичу, кандидату технических наук, заведующему лабораторией акционерного общества «Научно — производственное объединение по исследованию и проектированию энергетического оборудования имени И. И. Ползунова», руководителю работы, Коваленко Анатолию Николаевичу, кандидату технических наук, заведующему отделом, Розенбергу Самуилу Шоломовичу, кандидату технических наук, старшему научному сотруднику, Сафонову Леониду Петровичу, доктору технических наук, главному научному сотруднику, Хоменоку Леониду Арсеньевичу, кандидату технических наук, ведущему научному сотруднику, Шилину Виктору Леонидовичу, научному сотруднику, — работникам того же акционерного общества; Гудкову Николаю Николаевичу, главному конструктору паровых турбин акционерного общества «Ленинградский металлический завод», Митину Виктору Никитичу, ведущему конструктору, Огурцову Анатолию Петровичу, кандидату технических наук, бывшему главному инженеру, — работникам того же акционерного общества; Демидову Владимиру Александровичу, начальнику отдела акционерного общества «Конаковская ГРЭС»; Зуеву Олегу Григорьевичу, главному инженеру филиала акционерного общества энергетики и электрификации «Мосэнерго» ТЭЦ N 22; Петранкову Василию Ивановичу, главному инженеру ГРЭС-19 акционерного общества энергетики и электрификации «Ленэнерго» | за разработку, исследование и промышленное внедрение на тепловых электростанциях систем принудительного охлаждения паровых турбин мощностью 200—800 МВт с целью продления их срока службы, повышения экономичности, надежности и маневренности.                                                             |
| 18.   | Судакову Александру Вениаминовичу, доктору технических наук, заведующему лабораторией акционерного общества «Научно — производственное объединение по исследованию и проектированию энергетического оборудования имени И. И. Ползунова», руководителю работы, Бачило Леверье Лаврентьевичу, заместителю генерального директора, Словцову Сергею Владимировичу, кандидату технических наук, научному сотруднику, Федоровичу Евгению Даниловичу, доктору технических наук, главному научному сотруднику, Щедрину Александру Васильевичу, старшему научному сотруднику, — работникам того же акционерного общества; Болотину Владимиру Васильевичу, академику Российской академии наук, заведующему лабораторией Института машиноведения имени А. А. Благонравова Российской академии наук; Городову Георгию Федоровичу, кандидату технических наук, начальнику отдела опытного конструкторского бюро машиностроения; Драченко Борису Николаевичу, Логвинову Сергею Алексеевичу, кандидатам технических наук, начальникам отделов опытного конструкторского бюро «Гидропресс»; Еперину Анатолию Павловичу, доктору технических наук, директору Ленинградской атомной электростанции; Калиненоку Борису Ивановичу, кандидату технических наук, заместителю главного конструктора акционерного общества «Ижорские заводы»; Малыгину Анатолию Федоровичу, кандидату технических наук, начальнику сектора Центрального научно — исследовательского института конструкционных материалов «Прометей»; Некрасову Анатолию Владимировичу, кандидату технических наук, ведущему научному сотруднику государственного предприятия «Всероссийский научно-исследовательский и проектно-конструкторский институт атомного энергетического машиностроения»; Пыльченкову Эдуарду Хрисановичу, кандидату технических наук, ведущему научному сотруднику государственного научного центра Российской Федерации — Физико-энергетического института; Трофимову Анатолию Сергеевичу, доктору технических наук, заведующему кафедрой Кубанского государственного технологического университета | за разработку научных основ, средств диагностики ресурса и обеспечения надежной эксплуатации элементов стационарных и судовых ядерных энергетических установок, работающих в условиях пульсаций температур.                                                                                                 |
| 19.   | Кутепову Алексею Митрофановичу, академику Российской академии наук, заведующему кафедрой Московской государственной академии химического машиностроения, руководителю работы, Бондаревой Татьяне Ивановне, кандидату технических наук, заведующей кафедрой, Генералову Михаилу Борисовичу, доктору технических наук, ректору, Каталымову Анатолию Васильевичу, Муштаеву Виктору Ивановичу, докторам технических наук, заведующим кафедрами, Систеру Владимиру Григорьевичу, доктору технических наук, исполняющему обязанности профессора кафедры, — работникам той же академии; Блиничеву Валерьяну Николаевичу, доктору технических наук, заведующему кафедрой Ивановской государственной химико-технологической академии; Зайцеву Анатолию Ивановичу, доктору технических наук, заведующему кафедрой Ярославского государственного технического университета; Классену Петру Владимировичу, доктору технических наук, директору акционерного общества «Научно-исследовательский институт по удобрениям и инсектофунгицидам имени профессора Я. В. Самойлова»; Малышеву Роману Михайловичу, доктору технических наук, заместителю директора Государственного научно-исследовательского института химических реактивов и особо чистых химических веществ; Мизонову Вадиму Евгеньевичу, доктору технических наук, заведующему кафедрой Ивановского государственного энергетического университета, Ушакову Станиславу Геннадьевичу, доктору технических наук, заведующему кафедрой того же университета; Федосову Сергею Викторовичу, доктору технических наук, проректору Ивановского инженерно — строительного института | за комплекс научно-технических разработок по интенсификации технологических процессов производства дисперсных материалов и их промышленное использование. |
| 20.   | Бесфамильному Игорю Борисовичу, заместителю начальника отдела Министерства науки и технической политики Российской Федерации; Бону Александру Ивановичу, кандидату технических наук, заведующему лабораторией акционерного общества «Полимерсинтез», Дубяге Владимиру Павловичу, кандидату химических наук, заместителю генерального директора, Карачевцеву Вячеславу Григорьевичу, кандидату химических наук, заведующему лабораторией, Поворову Александру Александровичу, кандидату технических наук, заведующему отделом, — работникам того же акционерного общества; Волкову Владимиру Васильевичу, доктору химических наук, заведующему лабораторией Института нефтехимического синтеза имени А. В. Топчиева Российской академии наук, Теплякову Владимиру Васильевичу, доктору химических наук, заведующему лабораторией, Хотимскому Валерию Самуиловичу, кандидату химических наук, заведующему лабораторией, Ямпольскому Юрию Павловичу, доктору химических наук, главному научному сотруднику, — работникам того же института; Гдалину Семену Ильичу, кандидату технических наук, директору по научно-техническому направлению акционерного общества «Научно-исследовательский и конструкторский институт химического машиностроения»; Грязнову Владимиру Михайловичу, академику Российской академии наук, заведующему кафедрой Российского университета дружбы народов; Крашенинникову Евгению Геннадьевичу, кандидату физико-математических наук, начальнику лаборатории Российского научного центра «Курчатовский институт», Тульскому Михаилу Николаевичу, кандидату химических наук, начальнику лаборатории того же центра; Тимашеву Сергею Федоровичу, доктору физико-математических наук, заведующему лабораторией государственного научного центра Российской Федерации — Научно — исследовательского физико-химического института имени Л. Я. Карпова | за разработку научных основ мембранного материаловедения и создание полимерных и композитных мембран для процессов газоразделения и водоподготовки. |
| 21.   | Метелеву Ивану Васильевичу, заместителю председателя Комитета Российской Федерации по государственным резервам, руководителю работы, Птичкину Владиславу Викторовичу, начальнику управления, Вереникину Борису Васильевичу, начальнику участка комбината «8 Марта» Приокского территориального управления, Голобокову Вячеславу Александровичу, главному механику комбината «Атлас» Северо-Кавказского территориального управления, Ступаченко Вадиму Григорьевичу, директору комбината «Кристалл» Приволжского территориального управления того же Комитета; Гришину Николаю Николаевичу, доктору технических наук, заместителю начальника 25 Государственного научно-исследовательского института по химмотологии, Митягину Валерию Александровичу, доктору технических наук, начальнику отдела того же института; Семенову Владимиру Николаевичу, кандидату технических наук, специалисту — эксперту отдела Административного департамента Аппарата Правительства Российской Федерации; Старикову Станиславу Сергеевичу, заместителю председателя научно-технического комитета Центрального управления ракетного топлива и горючего Министерства обороны Российской Федерации; Тимонину Виктору Алексеевичу, доктору химических наук, генеральному директору акционерного общества «Всероссийский научно-исследовательский институт коррозии»; Яковлеву Вячеславу Сергеевичу, доктору технических наук, директору Научно — исследовательского и проектно-изыскательского института проблем хранения материалов и товаров, Агаяну Борису Суреновичу, кандидату химических наук, старшему научному сотруднику, Бакировой Елене Владиславовне, кандидату химических наук, заведующей лабораторией, Миронову Юрию Михайловичу, кандидату химических наук, заведующему отделом, — работникам того же института | за разработку и внедрение с промышленным освоением технологических решений по повышению надежности и коррозионной стойкости средств хранения светлых нефтепродуктов. |
| 22.   | Выгорке Николаю Михайловичу, директору опытного завода государственного научного центра Российской Федерации — обнинского научно-производственного предприятия «Технология», Келиной Розе Петровне, кандидату технических наук, начальнику отделения, Кязымову Шираслану Нематовичу, ведущему инженеру — электронику, Немкову Анатолию Максимовичу, слесарю — наладчику, Романовской Галине Алексеевне, ведущему инженеру, Ромашину Александру Гавриловичу, доктору технических наук, генеральному директору, Самсонову Вячеславу Ивановичу, кандидату технических наук, начальнику лаборатории, Середе Геннадию Николаевичу, ведущему инженеру, — работникам того же центра | за исследование и разработку автоматизированной технологии изотермического формования изделий из стекла и технологической оснастки, работающей на принципе испарительно-конденсационных систем. |
| 23.   | Дебабову Владимиру Георгиевичу, члену — корреспонденту Российской академии наук, директору государственного научного центра Российской Федерации — Государственного научно — исследовательского института генетики и селекции промышленных микроорганизмов, руководителю работы, Яненко Александру Степановичу, кандидату биологических наук, заведующему лабораторией того же центра; Байбурдову Тельману Андреевичу, кандидату химических наук, заведующему лабораторией Саратовского филиала Научно-исследовательского института химии и технологии полимеров имени академика В. А. Каргина, Хоркину Анатолию Алексеевичу, кандидату химических наук, директору того же филиала; Белослудцеву Вячеславу Михайловичу, начальнику цеха акционерного общества «Бератон», Попову Борису Николаевичу, генеральному директору, Эссерту Владимиру Климентьевичу, техническому директору, — работникам того же акционерного общества; Воронину Сергею Петровичу, кандидату химических наук, директору государственного унитарного предприятия «Саратовский научно — исследовательский институт биокатализа», Козулину Сергею Владимировичу, кандидату биологических наук, заведующему лабораторией того же предприятия; Ечениной Валентине Михайловне, микробиологу акционерного общества «Биосинтез», Савиной Надежде Никифоровне, начальнику лаборатории, Щипанову Николаю Павловичу, главному инженеру, — работникам того же акционерного общества; Каменщикову Анатолию Леонидовичу, кандидату химических наук, начальнику отдела Пермского завода имени С. М. Кирова, Федченко Валерию Николаевичу, начальнику производства того же завода; Куличкову Василию Васильевичу, главному инженеру акционерного общества «Нитрон» | за разработку промышленного метода биотехнологического получения акриламида и полимеров на его основе. |
| 24.   | Исакову Юрию Федоровичу, академику Российской академии медицинских наук, заведующему кафедрой Российского государственного медицинского университета, руководителю работы, Байдину Сергею Аркадьевичу, доктору медицинских наук, главному научному сотруднику, Водолазову Юрию Александровичу, доктору медицинских наук, ведущему научному сотруднику, Поляеву Юрию Александровичу, доктору медицинских наук, заведующему лабораторией, Шафранову Владимиру Васильевичу, доктору медицинских наук, профессору кафедры, — работникам того же университета; Девяткову Николаю Дмитриевичу, академику Российской академии наук, советнику при генеральной дирекции государственного научно — производственного предприятия «Исток», Гельвичу Эдуарду Альбертовичу, доктору технических наук, заместителю директора, Мазохину Владимиру Николаевичу, начальнику лаборатории, — работникам филиала того же предприятия | за разработку новых технологий в лечении болезней сосудов у новорожденных и детей раннего возраста. |
| 25.   | Сергиенко Валерию Ивановичу, доктору медицинских наук, заместителю директора Научно-исследовательского института физико — химической медицины, руководителю работы, Мартынову Андрею Кирилловичу, кандидату медицинских наук, ведущему научному сотруднику, Муриной Марине Алексеевне, Формазюку Виталию Ефимовичу, кандидатам биологических наук, старшим научным сотрудникам, Панасенко Олегу Михайловичу, кандидату химических наук, — работникам того же института; Александровой Дине Петровне, кандидату химических наук, директору товарищества с ограниченной ответственностью «Региональный центр научно-технических исследований», Дружинину Дмитрию Леличу, кандидату физико — математических наук, научному руководителю того же товарищества; Васильеву Юрию Борисовичу, доктору химических наук, бывшему заведующему лабораторией Института электрохимии имени А. Н. Фрумкина Российской академии наук, Гринбергу Виталию Аркадьевичу, доктору химических наук, ведущему научному сотруднику, Казаринову Владимиру Евгеньевичу, доктору химических наук, директору, Скундину Александру Мордухаевичу, доктору химических наук, заведующему отделом, — работникам того же института; Гостищеву Виктору Кузьмичу, члену — корреспонденту Российской академии медицинских наук, заведующему кафедрой Московской медицинской академии имени И. М. Сеченова, Федоровскому Николаю Марковичу, доктору медицинских наук, профессору кафедры той же академии; Данилкову Анатолию Петровичу, доктору медицинских наук, заведующему отделом Научно-исследовательского института урологии; Петросяну Эдуарду Арутюновичу, доктору медицинских наук, профессору кафедры Кубанской государственной медицинской академии | за разработку и внедрение электрохимических методов детоксикации в медицине. |
| 26.   | Покровскому Валентину Ивановичу, академику Российской академии медицинских наук, директору Центрального научно — исследовательского института эпидемиологии, руководителю работы, Айзенбергу Владимиру Львовичу, Машилову Вадиму Петровичу, докторам медицинских наук, ведущим научным сотрудникам, Буркину Владимиру Сидоровичу, доктору медицинских наук, директору Астраханского филиала института, Воротынцевой Нине Викторовне, доктору медицинских наук, главному научному сотруднику, Малееву Виктору Васильевичу, члену — корреспонденту Российской академии медицинских наук, заместителю директора, Шаханиной Ирине Львовне, доктору медицинских наук, Юркиву Василию Андреевичу, члену — корреспонденту Российской академии медицинских наук, заведующим лабораториями, — работникам того же института; Богомолову Борису Павловичу, доктору медицинских наук, заведующему отделением Центральной клинической больницы (г. Москва); Бродову Льву Евсеевичу, доктору медицинских наук, заведующему отделением инфекционной клинической больницы N 2 г. Москвы; Ющуку Николаю Дмитриевичу, члену — корреспонденту Российской академии медицинских наук, проректору Московского медицинского стоматологического института имени Н. А. Семашко | за разработку и практическое освоение комплекса лечебных мероприятий при холере и других острых кишечных инфекциях. |
| 27.   | Леонидову Николаю Борисовичу, директору Государственного научно-исследовательского института «Биоэффект», руководителю работы, Успенской Светлане Игоревне, кандидату фармацевтических наук, заместителю директора, Шабатину Владимиру Петровичу, кандидату химических наук, заведующему лабораторией, — работникам того же института; Княжеву Владимиру Александровичу, кандидату медицинских наук, начальнику управления Министерства науки и технической политики Российской Федерации | за разработку и внедрение в практику здравоохранения местного анестетика нового поколения — леокаина. |
| 28.   | Чучалину Александру Григорьевичу, академику Российской академии медицинских наук, директору Научно-исследовательского института пульмонологии, руководителю работы, Бабарскову Евгению Викторовичу, кандидату технических наук, главному инженеру, Соколову Анатолию Семеновичу, кандидату медицинских наук, заведующему лабораторией, — работникам того же института; Бурову Юрию Валентиновичу, доктору медицинских наук, директору Всероссийского научного центра по безопасности биологически активных веществ, Зуевой Элеоноре Федоровне, кандидату химических наук, ведущему научному сотруднику, Петруговой Надежде Павловне, научному сотруднику, Смирнову Леониду Дмитриевичу, доктору химических наук, заместителю директора, Скачиловой Софье Яковлевне, доктору химических наук, Юрченко Николаю Ивановичу, кандидату химических наук, заведующим лабораториями, — работникам того же центра; Власову Николаю Георгиевичу, доктору технических наук, младшему научному сотруднику вирусологического центра Научно-исследовательского института микробиологии, Григоренко Аркадию Ильичу, кандидату медицинских наук, младшему научному сотруднику, Махлаю Александру Александровичу, кандидату медицинских наук, начальнику, — работникам того же центра; Кеменовой Вере Александровне, доктору химических наук, заведующей лабораторией научно-технического центра «Лекбиотех»; Павлову Владимиру Михайловичу, кандидату фармацевтических наук, руководителю проекта акционерного общества «Меттэм-технологии»; Цой Алле Николаевне, доктору медицинских наук, профессору кафедры Московской медицинской академии имени И. М. Сеченова | за разработку и внедрение новой генерации противоастматических лекарственных средств. |
| 29.   | Сницарю Анатолию Ивановичу, члену — корреспонденту Российской академии сельскохозяйственных наук, заведующему лабораторией Всероссийского научно-исследовательского института мясной промышленности, руководителю работы, Лимонову Генриху Евсеевичу, члену — корреспонденту Российской академии сельскохозяйственных наук, заместителю директора того же института; Будрику Глебу Владиславовичу, кандидату технических наук, ведущему научному сотруднику Государственного научно — исследовательского и конструкторского предприятия «Вибротехника», Деханову Владимиру Павловичу, кандидату технических наук, начальнику инжинирингового центра, Савченко Владимиру Петровичу, кандидату технических наук, директору, — работникам того же предприятия; Голованову Николаю Яковлевичу, слесарю акционерного общества «Предприятие переработки продукции животноводства», Мархгейму Генриху Генриховичу, главному инженеру того же акционерного общества; Дудину Михаилу Владимировичу, генеральному директору акционерного общества «Московский мясокомбинат», Ясакову Алексею Николаевичу, кандидату технических наук, начальнику цеха того же акционерного общества; Ивашову Валентину Ивановичу, академику Российской академии сельскохозяйственных наук, профессору кафедры Московской государственной академии прикладной биотехнологии; Мурачеву Аркадию Валентиновичу, директору экспериментального механического завода Российской академии сельскохозяйственных наук; Ступину Вадиму Эоловичу, кандидату технических наук, руководителю службы перспективного развития акционерного общества «Останкинский мясоперерабатывающий комбинат»; Тихонову Юрию Тихоновичу, заместителю председателя правления акционерного общества "Племзавод «Слободской»; Юдину Игорю Дмитриевичу, начальнику цеха акционерного общества «Волжский машиностроительный завод» | за разработку, освоение производства и внедрение комплексно-механизированных линий переработки кости на базе вибрационных экстракторов. |
| 30.   | Бородину Ивану Федоровичу, доктору технических наук, профессору кафедры Московского государственного агроинженерного университета имени В. П. Горячкина, руководителю работы, Бурлакову Вячеславу Гавриловичу, ведущему научному сотруднику, Богоявленскому Владимиру Михайловичу, кандидату технических наук, доценту кафедры, Горину Александру Дмитриевичу, Хайретдинову Равилю Халидовичу, старшим научным сотрудникам, Леонову Владимиру Семеновичу, кандидату технических наук, ведущему научному сотруднику, Наумову Феликсу Александровичу, инженеру — конструктору, Тарушкину Владимиру Ивановичу, доктору технических наук, заведующему лабораторией, — работникам того же университета; Кислице Дмитрию Андреевичу, начальнику отдела товарищества с ограниченной ответственностью "Сальское ремонтно-техническое предприятие «Авторемонтник», Помазу Валерию Леонидовичу, начальнику цеха, Тестову Николаю Ивановичу, директору, — работникам того же товарищества; Козлову Александру Петровичу, генеральному директору Московского акционерного общества по ремонту и модернизации энергетического оборудования электростанций; Кулюкину Сергею Сергеевичу, кандидату сельскохозяйственных наук, заместителю начальника Главного управления сельского хозяйства администрации Московской области | за разработку, организацию выпуска и внедрение в сельскохозяйственное производство диэлектрических сепараторов семян. |
| 31.   | Альферу Геннадию Петровичу, заместителю начальника главного управления Государственного комитета Российской Федерации по оборонным отраслям промышленности; Анисимову Павлу Петровичу, исполнительному директору Федерального экологического фонда Российской Федерации; Гарбузову Гарри Николаевичу, заместителю директора Центрального научно-исследовательского института «Гранит», Никольцеву Владимиру Александровичу, кандидату технических наук, директору того же института; Гуральнику Дмитрию Леонтьевичу, кандидату технических наук, исполнительному директору акционерного общества «Акватория», Степанову Борису Николаевичу, главному конструктору того же акционерного общества; Гусеву Андрею Вадимовичу, кандидату технических наук, генеральному директору акционерного общества "Научно-производственное объединение «Гранит-НЭМП»; Данилову-Данильяну Виктору Ивановичу, доктору экономических наук, министру охраны окружающей среды и природных ресурсов Российской Федерации, Жибоедову Виктору Георгиевичу, кандидату экономических наук, начальнику департамента того же министерства; Ивакину Николаю Николаевичу, техническому директору — главному инженеру акционерного общества "Судостроительная фирма «Алмаз», Королеву Анатолию Петровичу, генеральному директору того же акционерного общества; Кривцову Игорю Юрьевичу, доктору технических наук, генеральному конструктору природоохранного комплекса акционерного общества «Ассоциация предприятий морского приборостроения» | за разработку и создание природоохранного комплекса, включающего специализированные комплекс контроля экологического состояния водной среды и судно — носитель. |
| 32.   | Бабич Наталье Петровне, кандидату технических наук, старшему научному сотруднику Центрального научно — исследовательского института кожевенно-обувной промышленности, Баяндину Валерию Васильевичу, Кленовской Наталье Викторовне, кандидатам технических наук, заведующим секторами, Данилиной Алевтине Альбертовне, Киреевой Людмиле Павловне, Козыревой Нелли Сергеевне, старшим научным сотрудникам, Зыковой Наталье Васильевне, научному сотруднику, Кочетовой Светлане Петровне, кандидату технических наук, заведующей сектором, Студеникину Сергею Ивановичу, кандидату технических наук, заместителю директора, Чурсину Вячеславу Ивановичу, кандидату технических наук, заведующему лабораторией, — работникам того же института; Зурабяну Карапету Мхитаровичу, доктору технических наук, заведующему кафедрой Российского заочного института текстильной и легкой промышленности; Макарову-Землянскому Якову Яковлевичу, кандидату химических наук, заведующему кафедрой Московской государственной академии легкой промышленности; Мякуновой Нелли Николаевне, директору товарищества с ограниченной ответственностью «Хром» (г. Ярославль); Пахомовой Алле Семеновне, кандидату технических наук, заместителю директора Научно-исследовательского института кожи (г. Курск); Тюриной Галине Михайловне, техническому директору акционерного общества «Елец-кожа» | за создание экологически чистой нетрадиционной технологии производства конкурентоспособных натуральных кож на базе новых отечественных химических материалов. |
| 33.   | Хохлову Александру Федоровичу, доктору физико — математических наук, ректору Нижегородского государственного университета имени Н. И. Лобачевского, Павлову Павлу Васильевичу, доктору физико-математических наук (посмертно) | за учебник «Физика твердого тела» |
| 34.   | Барабанову Николаю Васильевичу, доктору технических наук, профессору Дальневосточного государственного технического университета | за учебник «Конструкция корпуса морских судов» |
| 35.   | Нисевич Нине Ивановне, академику Российской академии медицинских наук, советнику ректора Российского государственного медицинского университета, Учайкину Василию Федоровичу, члену — корреспонденту Российской академии медицинских наук, заведующему кафедрой того же университета | за учебник «Инфекционные болезни у детей» |
| 36.   | Орлову Дмитрию Сергеевичу, доктору биологических наук, заведующему кафедрой Московского государственного университета имени М. В. Ломоносова | за учебник «Химия почв» |
| 37.   | Булычеву Николаю Спиридоновичу, доктору технических наук, заведующему кафедрой Тульского государственного технического университета | за учебник «Механика подземных сооружений» |
| 38.   | Андрусенко Борису Александровичу, кандидату технических наук, заместителю главного конструктора Российского федерального ядерного центра — Всероссийского научно-исследовательского института технической физики, Климову Александру Михайловичу, заместителю начальника отдела, Кузнецову Юрию Ивановичу, кандидату физико-математических наук, заместителю научного руководителя, Музырю Александру Кирилловичу, кандидату технических наук, начальнику лаборатории, Половинкину Юрию Федоровичу, заместителю начальника отдела, Рыбину Борису Тимофеевичу, начальнику группы, Смирнову Вадиму Геннадьевичу, начальнику группы, Сулейманову Хамзе Касымовичу, инженеру, Филину Виктору Павловичу, начальнику лаборатории, Щербине Александру Николаевичу, доктору технических наук, начальнику отдела, — работникам того же центра; Григоряну Аркадию Айрапетовичу, главному инженеру проекта Всероссийского проектно-изыскательского и научно-исследовательского института промышленной технологии, Козлову Евгению Прокопьевичу, заместителю начальника бюро того же института; Жантикину Тимуру Мифтаховичу, кандидату физико-математических наук, заместителю генерального директора Агентства по атомной энергии Республики Казахстан; Смагулову Самату Габдрасиловичу, кандидату технических наук, директору Института радиационной безопасности и экологии Национального ядерного центра Республики Казахстан, Харитонову Константину Васильевичу, ведущему специалисту Министерства Российской Федерации по атомной энергии | за комплекс работ по уничтожению ядерного устройства, установленного в штольне 108K на Семипалатинском испытательном ядерном полигоне до его закрытия. |